# Municipio de Guadalajara
El municipio de Guadalajara es uno de los 125 municipios del estado mexicano de Jalisco. Su cabecera es la ciudad de Guadalajara. El municipio es parte del área metropolitana de Guadalajara.

## Descripción geográfica
El municipio de Guadalajara se localiza en la región Centro del estado de Jalisco. Sus municipios colindantes son Ixtlahuacán Del Río, Zapotlanejo, Tonalá, Zapopan y San Pedro Tlaquepaque.
El municipio de Guadalajara abarca 150.9 km². Colinda al norte y al oeste con el municipio de Zapopan; al sur con el municipio de San Pedro Tlaquepaque; y al este con los municipios de Tonalá, Zapotlanejo e Ixtlahuacán del Río.

## Medio físico
El 89.9% del municipio tiene terrenos planos, es decir, con pendientes menores a 5°. La roca predominante es la toba (92.5%), rocas ígneas de origen explosivo, formadas por material volcánico suelto o consolidado. El suelo predominante es el regosol (85.3%), son de poco desarrollo, claros y pobres en materia orgánica pareciéndose bastante a la roca que les da origen. Son someros con fertilidad variable y su productividad se relaciona a su profundidad y pedregosidad. El cultivo de granos tiene resultados moderados a bajos y para uso forestal y pecuario tienen rendimientos variables. Los asentamientos humanos (93.4%) constituyen el uso de suelo dominante en el municipio.

### Hidrografía
Los tipos de recursos hídricos del municipio están constituidos por aguas subterráneas, ríos y lagos. El territorio está ubicado dentro de 4 acuíferos de los cuales el 100.00% no tienen disponibilidad y el 0% se encuentra con disponibilidad de agua subterránea. 
El territorio municipal está dentro de las cuencas Río Santiago 1, Río Santiago 2 de las cuales el 100.00% tienen disponibilidad y el 0% presentan déficit de disponibilidad de agua superficial.

### Clima, temperatura y precipitación
La mayor parte del municipio de Guadalajara (96.4%) tiene clima semicálido semihúmedo. La temperatura media anual es de 21.7 °C, mientras que sus máximas y mínimas promedio oscilan entre 32.0 °C y 9.9 °C respectivamente. La precipitación media anual es de 998 mm.

## Áreas naturales protegidas
Guadalajara alberga 5 áreas naturales protegidas con una superficie de 1,023.78 hectáreas (ha) lo que representa el 6.8% de todo el territorio municipal. Las ANP llevan por nombre Barrancas de los Ríos Santiago y Verde, Bosque Colomos-La Campana, La Barranca del Río Santiago, Parque "González Gallo" y Zona de Preservación Ecológica de Centro de Población Parque Agua Azul.

## Sequía
A nivel municipal la sequía extrema es la que tiene una mayor distribución con un 32.8%, seguido por la severa, excepcional y moderada con 18, 17 y 13 por ciento respectivamente.

## Infraestructura
El municipio cuenta con 16 servicios públicos, de los cuales destacan 856 escuelas, seguido de 412 instalaciones deportivas o recreativas y 332 templos.

### Salud
De acuerdo con los registros de la secretaría de salud, en el municipio se encuentran 327 unidades de servicio de salud como lo son consultorios, hospitales generales y especializados, oficinas administrativas, farmacias, laboratorios, unidades de medicina familiar, de especialidades médicas y móviles. De las cuales 227 corresponden a los Servicios Médicos Privados, 47 unidades de salud son de la Secretaría de Salud (SSJ) y 29 módulos del Instituto Mexicano del Seguro Social (IMSS).

## Demografía y localidades
Según el Censo de Población y Vivienda 2020, su población en ese año era de 1,385,629 personas; de las cuales el 48.1 por ciento eran hombres y 51.9 por ciento mujeres. Comparando este volumen poblacional con el del año 2015 (1,460,148 habitantes), se observa que la población municipal disminuyó un 5.1 por ciento en cinco años. 

### Localidades
En 2020 Guadalajara contaba con 2 localidades, de éstas, 0 eran de dos viviendas y 2 de una. La localidad de Guadalajara era la más poblada, con 1,385,621 personas, que representaban el 100% de la población del municipio; seguida por Las Juntas [Planta Hidroeléctrica]con el 0%.

## Migración
El índice de intensidad migratoria se ubicó en 64.28 puntos lo que significa un grado de intensidad migratoria Bajo.

## Pobreza por carencia social
Respecto a las carencias sociales en 2020, destaca que el indicador de carencia por acceso a la seguridad social es el acceso a la seguridad social, con un 40.7 por ciento, que en términos absolutos representa 552,232 habitantes. En contraste, el que menos proporción de población presentó fue el de acceso a los servicios básicos en la vivienda, con el 0.3 por ciento. Otros indicadores como acceso a servicios de salud, a la alimentación, rezago educativo, así como calidad y espacios de la vivienda, se ubicaron en 28, 9.9, 9.4 y 2 por ciento respectivamente.

## Economía y empleo
Conforme a la información del Directorio Estadístico Nacional de Unidades Económicas (DENUE) de INEGI, el municipio de Guadalajara cuenta con 99644 unidades económicas al mes de mayo de 2024 y su distribución por sectores revela un predominio de establecimientos dedicados a Comercio, siendo estos el 44.63% del total en el municipio.

### Empleo
Para junio de 2024 el IMSS reportó un total de 701,972 trabajadores asegurados, lo que representó para el municipio de Guadalajara un incremento anual de 10,171 trabajadores en comparación con el mismo mes de 2023, debido al alza del registro de empleo formal de algunos de sus grupos económicos principalmente el de Servicios relacionados con el transporte en general. En función de los registros del IMSS el grupo económico que más empleos presentó dentro del municipio de Guadalajara fue el de Servicios de administración pública y seguridad social, ya que en junio de 2024 registró un total de 145,431 trabajadores concentrando el 20.72% del total de asegurados en el municipio. El segundo grupo económico con más trabajadores asegurados fue el de Servicios profesionales y técnicos, que para junio de 2024 registró 76,022 trabajadores asegurados que representan el 10.83% del total de trabajadores asegurados a dicha fecha. El tercer grupo con maá asegurados fue el de Compraventa de prendas de vestir y otros artículos de uso personal con el 5%.

## índice de desarrollo municipal
Guadalajara obtiene un desarrollo institucional Medio con un IDM-I de 61.9.

## Promedio mensual de carpetas de investigación abiertas
Durante el periodo de junio de 2023 a mayo de 2024, se abrieron un total de 36,495 carpetas de investigación con un promedio mensual de 3,041 carpetas abiertas en donde el delito con mayor investigación fue el de otros robos.

## Política y gobierno
Al igual que el resto de los municipios en México, Guadalajara es regida por un presidente municipal, quien ejerce el poder ejecutivo durante tres años consecutivos.
El poder legislativo lo tiene el cabildo, formado por la planilla escogida por el candidato a la alcaldía, compuesto por regidores, quienes no son elegidos por la ciudadanía por voto directo o indirecto, sino que la planilla pasa en automático si gana el alcalde.
El municipio está dividido en cinco distritos electorales para fines de elección de los representantes de la ciudad en el poder legislativo federal. Dichos distritos son el VIII, IX, XI, XIII y XIV del estado de Jalisco.

### División administrativa

Zonas en las que se divide el municipio de Guadalajara

Debido al crecimiento de la mancha urbana, el área metropolitana se compone de los siguientes municipios: Guadalajara, Zapopan, Tonalá, Tlaquepaque, Tlajomulco de Zúñiga, El Salto, Juanacatlan, Ixtlahuacán de los Membrillos y Zapotlanejo. Cada municipio es gobernado por un alcalde de elección popular y con un mandato de tres años. Los alcaldes, junto con un grupo de regidores de nombre Cabildo, forman un Ayuntamiento. En este sentido cada municipio urbano y conurbano es autónomo, y lo que los une en pos del área metropolitana es el Consejo Metropolitano, el que está formado por los municipios ya mencionados y está regido por el gobernador del estado. Este grupo tiene por función ver los problemas y soluciones del área urbana y resolverlos en conjunto principalmente.
Cada municipio se divide en zonas, estas tienen por función el ordenamiento del planeamiento urbano en general, Guadalajara cuenta con las siguientes siete zonas: Centro, Minerva, Huentitán, Oblatos, Olímpica, Tetlán y Cruz del Sur.
Igualmente el área metropolitana, está dividida en cuatro sectores: Juárez, Hidalgo, Libertad y Reforma.

## Presidentes municipales
| Presidente municipal                      | inicio                  | término                  | Partido | Partido                              |
| ----------------------------------------- | ----------------------- | ------------------------ | ------- | ------------------------------------ |
| Guillermo Vallarta Plata                  | 1 de octubre de 1982    | 30 de septiembre de 1985 |         | Partido Revolucionario Institucional |
| Eugenio Ruiz Orozco                       | 1 de octubre de 1985    | 30 de septiembre de 1988 |         | Partido Revolucionario Institucional |
| Gabriel Covarrubias Ibarra                | 1 de octubre de 1988    | 30 de marzo de 1992      |         | Partido Revolucionario Institucional |
| Enrique Dau Flores                        | 31 de marzo de 1992     | 27 de abril de 1992      |         | Partido Revolucionario Institucional |
| Alberto Mora López (Consejo Municipal)    | 28 de abril de 1992     | 30 de marzo de 1995      |         | Partido Revolucionario Institucional |
| César Luis Coll Carabias                  | 31 de marzo de 1995     | 30 de septiembre de 1997 |         | Partido Acción Nacional              |
| Francisco Javier Ramírez Acuña            | 1 de octubre de 1997    | 14 de febrero de 2000    |         | Partido Acción Nacional              |
| Héctor Pérez Plazola (Interino)           | 15 de febrero de 2000   | 30 de septiembre de 2000 |         | Partido Acción Nacional              |
| Fernando Garza Martínez                   | 1 de octubre de 2000    | 30 de septiembre de 2003 |         | Partido Acción Nacional              |
| Emilio González Márquez                   | 1 de octubre de 2003    | 5 de diciembre de 2005   |         | Partido Acción Nacional              |
| Ernesto Espinosa (Interino)               | 5 de diciembre de 2005  | 30 de septiembre de 2006 |         | Partido Acción Nacional              |
| Alfonso Petersen Farah                    | 1 de octubre de 2006    | 30 de septiembre de 2009 |         | Partido Acción Nacional              |
| Jorge Aristóteles Sandoval Díaz           | 1 de octubre de 2009    | 11 de enero de 2012      |         | Partido Revolucionario Institucional |
| Francisco Ayón López (Interino)           | 12 de enero de 2012     | 30 de septiembre de 2012 |         | Partido Revolucionario Institucional |
| Ramiro Hernández García                   | 1 de octubre de 2012    | 30 de septiembre de 2015 |         | Partido Revolucionario Institucional |
| Enrique Alfaro Ramírez                    | 1 de octubre de 2015    | 17 de diciembre de 2017  |         | Movimiento Ciudadano                 |
| Enrique Ibarra Pedroza (Interino)         | 18 de diciembre de 2017 | 30 de septiembre de 2018 |         | Movimiento Ciudadano                 |
| Ismael del Toro Castro                    | 1 de octubre de 2018    | 26 de febrero de 2021    |         | Movimiento Ciudadano                 |
| Bárbara Trigueros (Interina)              | 27 de febrero de 2021   | 10 de abril de 2021      |         | Movimiento Ciudadano                 |
| Eduardo Martínez Lomelí (Interino)        | 10 de abril de 2021     | 30 de septiembre de 2021 |         | Movimiento Ciudadano                 |
| Pablo Lemus Navarro                       | 1 de octubre de 2021    | 27 de octubre de 2023    |         | Movimiento Ciudadano                 |
| Juan Francisco Ramírez Salcido (Interino) | 27 de octubre de 2023   | 30 de septiembre de 2024 |         | Movimiento Ciudadano                 |
| Verónica Delgadillo García                | 1 de octubre de 2024    |                          |         | Movimiento Ciudadano                 |